# جون الكسندر ماكدونالد أرمسترونغ
جون الكسندر ماكدونالد أرمسترونغ هو سياسي كندي، ولد في 19 نوفمبر 1877 في كينغ في كندا، وتوفي في 2 فبراير 1926. حزبياً، نشط في حزب كندا المحافظ. وقد انتخب عضو مجلس العموم الكندي.